# Brohagen/Lillåkre
Brohagen och Lillåkre is een plaats in de gemeente, landschap en eiland Gotland en de provincie Gotlands län in Zweden. De plaats heeft 69 inwoners (2020) en een oppervlakte van 15 hectare.